# Aspidomorphus schlegelii
Espèce
Synonymes
- Diemenia schlegelii Günther, 1872
- Aspidomorphus schlegeli (Günther, 1872)
- Pseudelaps muelleri Boulenger, 1895

Aspidomorphus schlegelii est une espèce de serpents de la famille des Elapidae.

## Répartition
Cette espèce se rencontre dans les eaux de Nouvelle-Guinée en Indonésie et en Papouasie-Nouvelle-Guinée.

## Description
C'est un serpent venimeux.

## Étymologie
Cette espèce est nommée en l'honneur de Hermann Schlegel.

## Publication originale
- Günther, 1872 : Seventh account of new species of snakes in the collection of the British Museum. Annals and Magazine of Natural History, sér. 4, vol. 9, p. 13-37 (texte intégral)